# Lacroix-Saint-Ouen
Lacroix-Saint-Ouen – miejscowość i gmina we Francji, w regionie Hauts-de-France, w departamencie Oise.
Według danych na rok 1990 gminę zamieszkiwały 3754 osoby, a gęstość zaludnienia wynosiła 180 osób/km² (wśród 2293 gmin Pikardii Lacroix-Saint-Ouen plasuje się na 51. miejscu pod względem liczby ludności, natomiast pod względem powierzchni na miejscu 71.).